# Comedy Central Nowa Zelandia
Comedy Central Nowa Zelandia – całodobowa telewizja komediowa, która rozpoczęła nadawanie 1 kwietnia 2009 roku. Stacja należy do grupy ViacomCBS.

## Programy
- According to Jim
- Amerykański tata
- Californication
- Carpoolers
- Trup jak ja
- Monk
- Comedy Central Roast
- Sex and the City
- South Park
- The Colbert Report (Global Edition)
- Stand-up Saturday
- The Office (US)
- Unhappily Ever After
- Becker
- Das Crazy Sex Show
- Entourage (TV series)
- Stand-up Saturday